# M60 Patton
M60 – amerykański czołg podstawowy z okresu zimnej wojny. Następca czołgu M48 Patton.

## Historia
Czołg M60 powstał w 1957, po odkryciu, że w Związku Radzieckim projektowana jest nowa konstrukcja (później znana jako T-62) uzbrojona w armatę 115 mm, przewyższającą uzbrojenie czołgu M48. Podjęto decyzję o modernizacji M48 poprzez przezbrojenie czołgu w silniejsza armatę (brytyjskie działo L7 105 mm) i wyposażeniu w nowy silnik. Przeprojektowano i wzmocniono opancerzenie wieży oraz kadłuba. Nowy pojazd otrzymał oznaczenie M68 i wszedł do produkcji w 1959. W momencie wejścia do służby (rok później) otrzymał oficjalne oznaczenie M60.
Czołg posiadał wady poprzednika wynikające ze zbyt dużej wysokości pojazdu. Pancerz w wersji podstawowej miał maksymalną grubość 180 mm, a w wersji A3 255 mm. Więcej niż w czołgach T-54 i T-55 i porównywalnie do czołgu T-62. Jednakże radzieckie czołgi T-64 i T-72 przewyższały wszystkie wersje M60 zarówno pod względem opancerzenia, jak i siły ognia.
Produkcja małoseryjna prowadzona była pierwotnie w fabryce Chryslera w Newark (stan Delaware), po czym przeniesiona została do zakładu Detroit Arsenal Tank Plant w Warren (stan Michigan). W latach 1960–1978 wyprodukowanych zostało około 15 000 egzemplarzy.

## Opis konstrukcji
M60 ma klasyczny układ konstrukcyjny: przedział kierowania znajduje się z przodu, napędowy - z tyłu, a bojowy - w środkowej części nadwozia. Kadłub wykonano ze spawanych, walcowanych płyt pancernych, z segmentami odlewanymi, natomiast wieża jest odlewem jednolitym.
Uzbrojeniem głównym czołgu jest 105 mm armata M68 (brytyjska armata L7 firmy Royal Ordnance Factory, produkowana na licencji w Stanach Zjednoczonych), wyposażona w przedmuchiwacz gazów prochowych. Pierwsze seryjne czołgi nie posiadały układu stabilizacji armaty. Uzbrojenie główne naprowadzane jest w obu płaszczyznach za pomocą układów elektrohydraulicznych. Uzbrojenie dodatkowe wozu składa się z 12,7 mm wielkokalibrowego karabinu maszynowego M85, zamontowanego w wieżyczce dowódcy, oraz sprzężonego karabinu maszynowego M73 kalibru 7,62 mm. Do strzelania z armaty pierwotnie stosowano amunicję przeciwpancerną: APDS-T M728, APDS-T M392A2 i HEAT-T M456, a także odłamkowo-burzącą, dymną, zapalającą i ćwiczebną. Później natomiast zaczęto stosować również naboje przeciwpancerne typu APFSDS-T M735/M735A1 i APFSDS-T M774.
Stanowisko działonowego wyposażono w dzienny celownik teleskopowy M105D (o powiększeniu 8x), dalmierz optyczny M17A1 lub M17C oraz peryskop M31 (o powiększeniu 8x), natomiast stanowisko dowódcy - w dzienny celownik M28C. W nocy wykorzystuje się noktowizory M36 i M32.
M60 ma dwunastocylindrowy silnik AVDS-1790-2A (o mocy 551 kW przy 2400 obr./min, zapłonie samoczynnym, chłodzony powietrzem), produkowany przez firmę Continental. Hydromechaniczny układ napędowy firmy General Motors Corporation zawiera: przekładnię hydrokinetyczną, skrzynię biegów, różnicowy mechanizm skrętu, rzędy sumujące oraz hamulce.
Układ jezdny składa się z: dwunastu (2x6) podwójnych kół nośnych z bandażami gumowymi, kół napędowych (z tyłu kadłuba), kół napinających (z przodu kadłuba), sześciu rolek podtrzymujących (2x3) i dwóch gumowo-metalowych gąsienic. W M60 zastosowano indywidualne zawieszenie z wałkami skrętnymi oraz amortyzatorami hydraulicznymi przy 1, 2 i 6 parze kół.
Standardowe wyposażenie czołgu obejmuje: podgrzewacz przedziału bojowego, wykrywacz skażeń, układ przeciwpożarowy w przedziale napędowym i urządzenie filtrowentylacyjne. Podczas pokonywania terenu skażonego załoga dodatkowo korzysta z masek ochronnych.
M60 w pierwotnej postaci był wytwarzany zaledwie przez dwa lata.

## Wersje i modernizacje

### M60A1
W 1962 roku rozpoczęto produkcję seryjną czołgu M60A1. Zastosowano w nim powiększoną wieżę o ulepszonej konstrukcji, lepsze opancerzenie, elektrohydrauliczny układ stabilizacji uzbrojenia w dwóch płaszczyznach i zwiększono liczbę przewożonej amunicji. Od 1975 roku w czołgach tych zaczęto montować nowy, mniej awaryjny silnik - AVDS-1790-2C RISE o zwiększonej mocy (pojazdy tak wyposażone znane są pod nazwą M60A1 RISE). M60A1 oraz jego odmiany produkowano do 1980 roku.

### M60A2

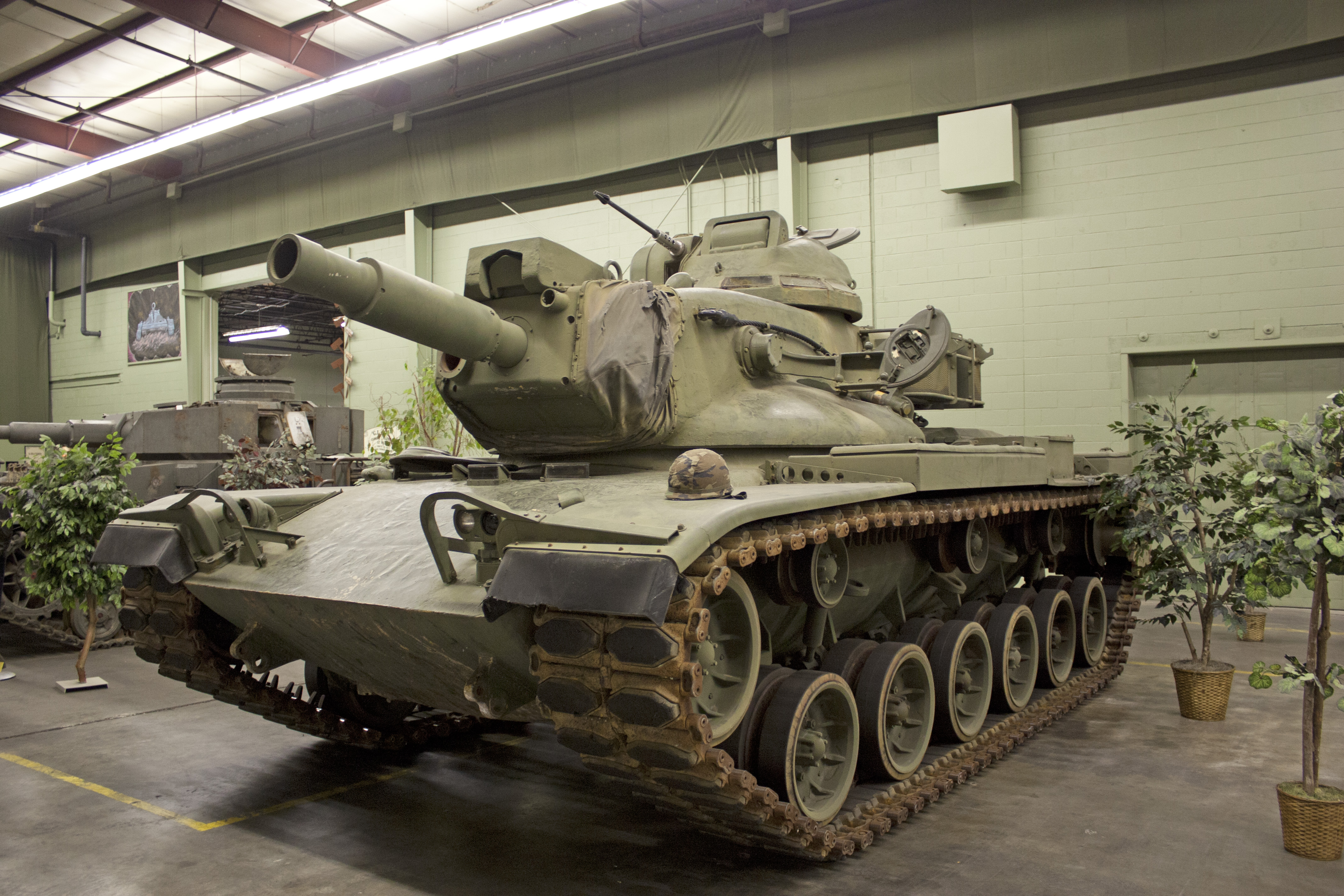
M60A2 „Starship”

Wersja M60A2 otrzymała nową wieżę z nową armatą M162 kalibru 152 mm z której można było strzelać zwykłą amunicją oraz kierowanymi pociskami przeciwpancernymi MGM-51C Shillelagh. Pojazd dostal również armatę kalibru 20 mm, zamontowaną w obrotowej wieżyczce dowódcy. Odkryto jednak szereg problemów z nowym działem (między innymi niespalone, osadzone w lufie cząsteczki materiału pędnego rakiet powodowały przedwczesne eksplozje później wystrzeliwanych pocisków). Część problemów została rozwiązana, ale w końcu zdecydowano przezbroić wszystkie modele A2, jako M60A3 z powrotem na klasyczną armatę.
Wyprodukowano 526 czołgów M60A2, które wprowadzono do uzbrojenia wojsk amerykańskich, stacjonujących w Europie. Jednak problemy techniczne z ich eksploatacją oraz odejście od koncepcji uzbrajania czołgów w wyrzutnie pocisków rakietowych sprawiły, że wycofano je z użycia, wykorzystując ich kadłub do budowy innych pojazdów, np. wozu inżynieryjnego M728 i samobieżnego mostu.

### M60A3/M60A3 TTS
W lutym 1978 roku rozpoczęto produkcję czołgu, oznaczonego M60A3. Zastowano w nim wszystkie udoskonalenia wykorzystane w pojazdach M60A1 RISE i M60A1 RISE Passive, ale także wyposażono pojazd w znacznie bardziej zaawansowany pod względem technicznym system kierowania ogniem zawierający m.in.: dalmierz laserowy AN/WG-2 (o zasięgu maksymalnym 5,000 m) firmy Hughes, półprzewodnikowy przelicznik balistyczny M21E1 i nowoczesne przyrządy obserwacyjno-celownicze. W pierwotnej wersji M60A3 stosowano na stanowiskach dowódcy i działonowego dzienno-nocne celowniki noktowizyjne, odpowiednio peryskop M36E1 oraz celownik M32E1, a w wersji M60A3 TTS - termowizyjne AN/VSG-2, produkowane przez firmę Texas Instruments. Ponadto wszystkie odmiany M60A3 wyposażono w: 7,62 mm sprzężony karabin maszynowy M240 (licencyjny, Belgijski MAG-58), pasywny peryskop kierowcy do jazdy w nocy (AN/VVS-2(V)1/1A), sześć (2x3) wyrzutni granatów dymnych, termiczną aparaturę dymotwórczą, nowy automatyczny układ przeciwpożarowy w przedziale napędowym i nowe ogniwa gąsienic T124 z wymiennymi nakładkami gumowymi. Produkcję seryjną czołgów M60A3 zakończono w 1987 roku. W późniejszym okresie, wszystkie wcześniejsze modele M60 zostały zmodernizowane do wersji A3.

### Super M60
Czołg Super M60 powstał w ramach programu High Performance M60, na przełomie lat siedemdziesiątych i osiemdziesiątych, w zakładach Teledyne Continental Motors. Zastosowano w nim dwunastocylindrowy silnik AVCR-1790-1B, o zmiennym stopniu sprężania, chłodzony powietrzem, turbodoładowany, osiągający moc 880 kW przy 2400 obr./min. Układ napędowy RK-304 (niemieckiej firmy Renk) zawiera: przekładnię hydrokinetyczną ze sprzęgłem blokującym, planetarną automatyczną skrzynię biegów, rzędy sumujące i mechanizm skrętu. Zamiast wałków skrętnych zastosowano zawieszenie hydropneumatyczne, opracowane przez National Waterlift Company. System kierowania ogniem posiada m.in. dalmierz laserowy, pasywne przyrządy do prowadzenia działań nocnych (opcjonalnie termowizor) i przelicznik balistyczny. Wieżę i przód kadłuba pokryto dodatkowymi warstwowymi płytami pancernymi, a boki czołgu osłonięto metalowymi fartuchami. Masa Super M60 wynosi 56,3 t, prędkość maksymalna - 74 km/h, a czas osiągnięcia prędkości 32 km/h ze startu zatrzymanego - 9 s. Ze względu na brak zamówień czołg nie wyszedł ze stadium prototypu.

### M60-2000/120s
Prototypowa modernizacja M60 Patton wykonana przez General Dynamics Land Systems (GDLS). Powstanie wersji wynikało z potrzeby modernizacji M60, które nie spełniały już wymagań współczesnego pola walki. Wersja miała być przeznaczona dla zagranicznych użytkowników M60, których nie było stać na nowoczesne czołgi. Nigdy nie była brana pod uwagę jako pojazd dla amerykańskiej armii.
Prace projektowe zaczęły się w 1999 roku. Konwersji dokonywano poprzez połączenia wieży M1A1 Abrams i podwozia M60 (które było podwoziem użytkownika/klienta).
Później oznaczenie M60 zostało porzucone z powodu szerokiego zakresu zmian i podkreślenia faktu, iż jest to nowa konstrukcja. Nazwa została zmieniona na Projekt 120s (120 oznaczało działo 120 mm). W sierpniu 2001 roku firma ukończyła w pełni funkcjonalny prototyp czołgu podstawowego 120s. W tym samym roku został on pokazany na wystawie IDEF w Turcji.
Podczas opracowywania rozważano ulepszenie wieży M60A3, wybrano jednak wieżę M1A1 ze względu na jej wyższy poziom ochrony pancerza oraz fakt, że amunicja 120 mm jest przechowywana w magazynie oddzielonym od załogi.
Egzemplarz prototypowy został zbudowany z wieży M1A1 i podwozia serii M60A1 pozyskanego od armii USA.
Pancerz wieży jest kompozytowy, bez warstwy ze zubożonego uranu, który występuje w czołgu M1A1HA. Pancerz kadłuba jest stworzony z konwencjonalnie hartowanej stali.
Podwozie z czołgu M60A1 zostało zmodyfikowane za pomocą ulepszonego systemu drążków skrętnych z wersji M1 Abrams. Aby uwzględnić dodatkowy ciężar wieży M1A1, a także dodatkowy pancerz, który byłby montowany w pojazdach produkcyjnych, postanowiono opcjonalnie zastąpić zawieszenia drążka skrętnego jednostkami hydropneumatycznymi, w celu poprawienia możliwości jezdnych w terenie.
Prototyp 120s zachowuje standardowy pakiet zasilający z serii M60 Patton, składający się z chłodzonego powietrzem silnika wysokoprężnego Continental AVDS1790-2 V-12 750 KM (560 kW) oraz przekładnią poprzeczną CD-850-6, o zakresie 275 mil.
Przewidywano, że pojazdy produkcyjne będą miały mocniejszy silnik wysokoprężny General Dynamics Land System AVDS-1790-9 o mocy 1200 KM i automatyczną skrzynię biegów z serii Allison X-1100-5, rozszerzającą zasięg działania do ponad 480 km (300 mil), a koła jezdne i zębate zostały zastąpione komponentami M1A1 i lekką gąsienicę T158 z M1 Abrams.
Czołg ma czteroosobową załogę, która składa się z dowódcy, ładowniczego i strzelca, znajdujących się w wieży, oraz kierowcy znajdującego się z przodu kadłuba. Główną bronią jest w pełni stabilizowane działo gładkolufowe M256 kal. 120 mm, do którego amunicja jest przechowywana w magazynie oddzielony od załogi, w którym mieści się 36 pocisków kalibru 120 mm. Uzbrojeniem dodatkowym są 2 karabiny maszynowe: M240c i wielkokalibrowy karabin maszynowy M2HB kal 12,7 mm zamontowane na dachu wieży, dokładnie nad włazem dowódcy.
Na wieży po obu stronach działa zamontowano dwa sześciostrzałowe granatniki m250, odpalane elektronicznie, wyposażone w granaty dymne (które zawierają związki luminoforów, pozwalających zamaskować sygnaturę termiczną pojazdu dla wroga).
Posiada też układ postawienia zasłony dymnej przy użyciu silnika spalinowego (VEESS).
W pakiecie elektroniki wykorzystano komponenty zaprojektowane przez Hughesa, składające się z radaru na podczerwień 240x4 FLIR do obserwacji dziennej i stabilizowanym celownikiem FLIR z dalmierzem laserowym, bezpiecznym dla oka oraz systemem termowizyjnym (TIS), komputerem cyfrowej kontroli ognia i magistralą danych. Posiada także dane zapewniające podobną skuteczność jak zaawansowany system kierowania ogniem M1 Abrams Mark 1.
120s był początkowo ukierunkowany na wymóg ulepszenia M60 służących w tureckiej armii.
Dowództwo tureckich sił lądowych (DTSL z ang; TLFC) nie zdecydowało się na ten pojazd, ale konkurencję tę wygrał później Israel Military Industries dzięki ulepszeniu Sabra III. Był też brany pod uwagę przez armię egipską, dopóki nie zostanie ostatecznie odrzucona na korzyść licencjonowanej umowy na kupno przez Egipt M1A1 Abrams. Czołg nie sprzedawał się tak jak chciało tego (GDLS) dlatego został wycofany z oferty General Dynamics i pozostał do dziś prototypem. W 2003 r. prototyp zdemontowano, a podwozie i kadłub wróciły do armii USA.
Dane techniczne: masa – 56,52 ton, długość – 9,55 m, szerokość – 3,77 m, wysokość- 2,89 m, zasięg operacyjny – 443 km.

## Użycie bojowe
W czasie wojny wietnamskiej w M60 znajdował się na wyposażeniu amerykańskich Marines. M60A1 wzięły udział w operacji „Desert Storm”, gdzie starły się z irackim T-72.
Od 1970 roku M60 i M60A1 służą – pod nazwą Magach – w izraelskich wojskach lądowych. Zostały użyte w 1973 roku w trakcie wojny Jom Kipur. Izraelskie Pattony poniosły w trakcie działań bojowych ciężkie straty, w związku z czym opracowano plan ich modernizacji. Jedną ze zmian było wprowadzenie pancerza reaktywnego Blazer i systemu kierowania ogniem Matador. Tak zmodernizowane czołgi w wersjach Magach 6 Alef i Bet oznaczone jako Magach 6 Bet-Gal wzięły udział w pierwszej wojnie libańskiej.
18 maja 1995 roku M60 został porwany z arsenału Gwardii Narodowej w San Diego i wyprowadzony na ulice miasta. W trakcie drogi, kierowca czołgu niszczył pojazdy, słupy elektryczne, hydranty itp. Porywaczem okazał się Shawn Nelson – były żołnierz, który cierpiał na zaburzenia psychiczne. Ostatecznie czołg zatrzymał się na betonowej zaporze oddzielającej przeciwległe pasy autostrady. Nelson został postrzelony przez policję i zmarł w wyniku odniesionych obrażeń. Incydent wzbudził wątpliwości dotyczące poziomu bezpieczeństwa placówek zajmujących się składowaniem sprzętu wojskowego.
W ramach podpisanego w 2002 roku kontraktu (o wartości 687 milionów dolarów) Israel Military Industries dostarczyło w latach 2005–2010 armii tureckiej 170 sztuk czołgu Sabra Mk 2. Część z tych czołgów została użyta w 2016 roku podczas przeprowadzanej wspólnie z Wolną Armią Syrii operacji „Tarcza Eufratu” w Syrii. Jeden z czołgów, będący na wyposażeniu tureckiej 13. Brygady Zmechanizowanej, został zniszczony przez przeciwpancerny pocisk kierowany w miejscowości Al-Bab. Czołgi M60T zostały użyte również podczas rozpoczętej 20 stycznia 2018 roku tureckiej operacji „Gałązka Oliwna” w Syrii w kantonie Afrin. W 2019 roku na tureckim wyposażeniu znajdowało się 166 sztuk M60T Sabra.

## Inni użytkownicy
Obecnie (2012) różne odmiany M60 pozostają w aktywnej służbie sił zbrojnych wielu państw. Wśród nich znajduje się Arabia Saudyjska, Bahrajn, Brazylia, Egipt, Hiszpania, Izrael, Jordania, Maroko, Oman, Tajlandia, Tajwan, Turcja (M60T Sabra).

## M60 w Polsce
We wrześniu 2012 roku armia grecka przekazała Polsce po jednym egzemplarzu M48 i M60. Czołgi trafią do Muzeum Broni Pancernej Centrum Szkolenia Wojsk Lądowych w Poznaniu.